# Cathédrale Saint-Nicolas de Tchernivtsi
Cette  cathédrale n’est pas la seule cathédrale Saint-Nicolas.
La cathédrale Saint-Nicolas (en ukrainien : Свято-Миколаївська церква (Чернівці)) est une cathédrale située à Tchernivtsi, au 3 rue ROuska en Ukraine. Elle est construite en style néo-byzantin entre 1927 et 1939.

## Images

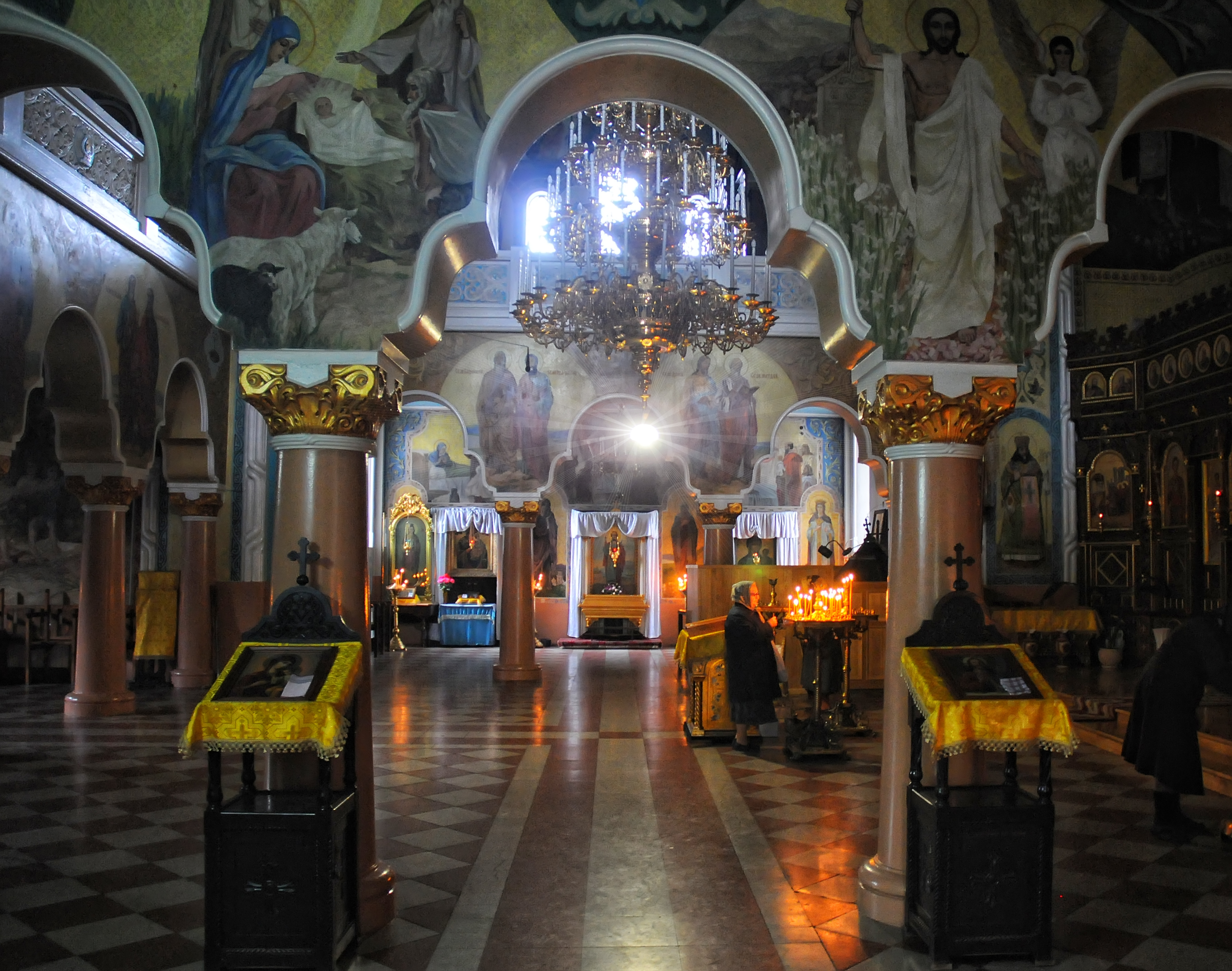
Sa nef
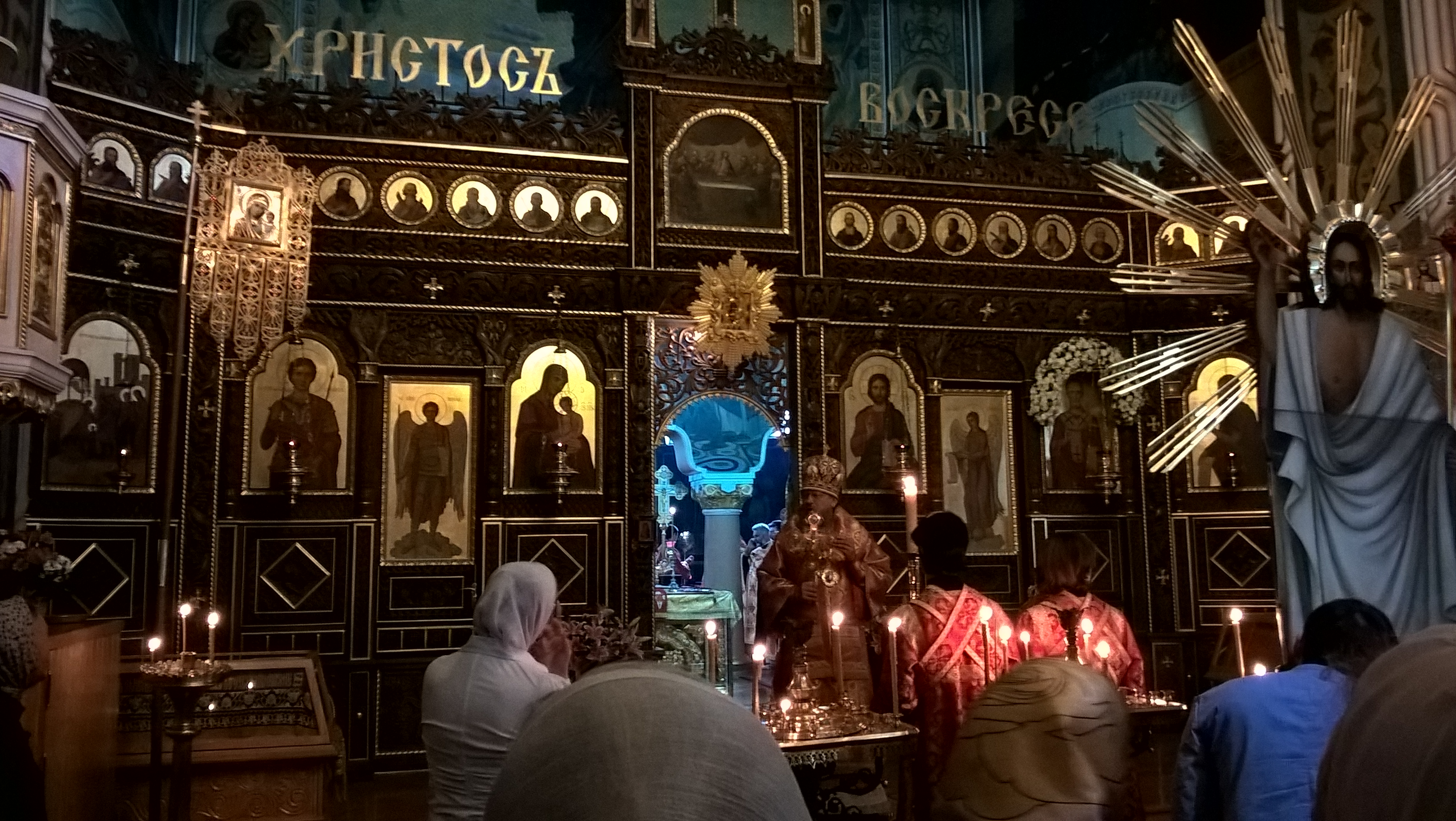